# 山梨県道412号栃代常葉線
山梨県道412号栃代常葉線（やまなしけんどう412ごう とちだいときわせん）は、山梨県南巨摩郡身延町を起点・終点とする一般県道である。

## 概要

### 路線データ
- 起点：山梨県南巨摩郡身延町杉山（山神社）
- 終点：山梨県南巨摩郡身延町常葉（常葉駐在所前交差点＝国道300号交点）

## 通過する自治体
- 山梨県南巨摩郡身延町

## 交差・接続する道路
- 国道300号（下部バイパス）（南巨摩郡身延町常葉、立体交差）
- 国道300号（下部バイパス）（南巨摩郡身延町常葉、常葉駐在所前交差点）

## 周辺
- 山神社
- 身延町立下部中学校
- 身延町立下部小学校